# Virus de l'enroulement de la pomme de terre
Polerovirus PLRV
Espèce
Polerovirus PLRV, aussi appelé virus de l'enroulement de la pomme de terre (PLRV, acronyme de Potato leafroll virus), est un phytovirus pathogène de la famille des Solemoviridae. C'est l'un des virus affectant le plus massivement les cultures de pomme de terre.

## Symptômes
Les symptômes de la maladie sont un léger enroulement des jeunes feuilles qui perdent la souplesse des feuilles saines. Les feuilles se décolorent, devenant vert pâle puis jaune avec une face inférieure tirant vers le violet. 
La maladie ne tue pas les plants, mais le rendement et la qualité des produits sont affectés.

## Mode de transmission
Le virus de l'enroulement  est transmis uniquement par les pucerons et plus particulièrement par le puceron vert du pêcher (Myzus persicae) et le puceron du nerprun (Aphis nasturtii).
Pendant les mois d'hiver, le virus reste en sommeil dans les plantes hôtes, celles-ci étant l'année suivante la principale source d'infection des autres plantes.

## Moyens de lutte

### Moyens préventifs
Le PLRV peut être contrôlé par la sélection de plantes saines et par l'élimination des plantes malades dans le processus de production des plants. 
Des cultivars résistants ont été créés récemment.

### Moyens curatifs
La transmission du virus par les pucerons peut être réduite par l'application d'insecticides systémiques dans les cultures, cependant cela n'empêche pas l'infection par des pucerons virulifères provenant de champs voisins. 
Le PLRV est le seul virus connu de la pomme de terre  qui peut être éliminé des tubercules par un traitement thermique.

## Référence biologique
- (en) ICTV : Potato leafroll virus  (consulté le 1er février 2021)